# Scrimă la Jocurile Olimpice de vară din 1952
Probele de scrimă la Jocurile Olimpice de vară din 1952 s-au desfășurat în perioada 21 iulie–1 august la sala de tenis Westend din orașul Espoo în Finlanda. 286 de trăgători din 32 de țări au participat. 

## Clasament pe medalii
| Loc | Țară            | Aur | Argint | Bronz | Total |
| --- | --------------- | --- | ------ | ----- | ----- |
| 1   | Italia (ITA)    | 3   | 4      | 1     | 8     |
| 2   | Ungaria (HUN)   | 2   | 2      | 2     | 6     |
| 3   | Franța (FRA)    | 2   | 0      | 1     | 3     |
| 4   | Suedia (SWE)    | 0   | 1      | 0     | 1     |
| 5   | Elveția (SUI)   | 0   | 0      | 2     | 2     |
| 6   | Danemarca (DEN) | 0   | 0      | 1     | 1     |

## Evenimente

### Masculin
| Probă             | Aur | Argint | Bronz |
| Spadă             | Edoardo Mangiarotti · Italia (ITA)                                                                                               | Dario Mangiarotti · Italia (ITA)                                                                                                  | Oswald Zappelli · Elveția (SUI)                                                                                           |
| Spadă pe echipe   | Italia (ITA) · Roberto Battaglia · Carlo Pavesi · Franco Bertinetti · Giuseppe Delfino · Dario Mangiarotti · Edoardo Mangiarotti | Suedia (SWE) · Berndt-Otto Rehbinder · Bengt Ljungquist · Per Hjalmar Carleson · Carl Forssell · Sven Fahlman · Lennart Magnusson | Elveția (SUI) · Otto Rüfenacht · Paul Meister · Oswald Zappelli · Paul Barth · Willy Fitting · Mario Valota               |
| Floretă           | Christian d'Oriola · Franța (FRA)                                                                                                | Edoardo Mangiarotti · Italia (ITA)                                                                                                | Manlio Di Rosa · Italia (ITA)                                                                                             |
| Floretă pe echipe | Franța (FRA) · Christian d'Oriola · Jacques Lataste · Jehan Buhan · Claude Netter · Jacques Noël · Adrien Rommel                 | Italia (ITA) · Giancarlo Bergamini · Antonio Spallino · Manlio Di Rosa · Giorgio Pellini · Edoardo Mangiarotti · Renzo Nostini    | Ungaria (HUN) · Endre Palócz · Tibor Berczelly · Endre Tilli · Aladár Gerevich · Jozsef Sakovics · Lajos Maszlay          |
| Sabie             | Pál Kovács · Ungaria (HUN) | Aladár Gerevich · Ungaria (HUN)                                                                                                   | Tibor Berczelly · Ungaria (HUN)                                                                                           |
| Sabie pe echipe   | Ungaria (HUN) · Bertalan Papp · László Rajcsányi · Rudolf Kárpáti · Tibor Berczelly · Aladár Gerevich · Pál Kovács               | Italia (ITA) · Giorgio Pellini · Vincenzo Pinton · Renzo Nostini · Mauro Racca · Gastone Darè · Roberto Ferrari                   | Franța (FRA) · Maurice Piot · Jacques Lefèvre · Bernard Morel · Jean Laroyenne · Jean Francois Tournon · Jean Levavasseur |

### Feminin
| Probă   | Aur                         | Argint                     | Bronz                            |
| Floretă | Irene Camber · Italia (ITA) | Ilona Elek · Ungaria (HUN) | Karen Lachmann · Danemarca (DEN) |

## Țări participante
286 de trăgători (249 de bărbăti și 37 de femei) din 32 de țări au participat.
- Argentina (11)
- Austria (8)
- Australia (6)
- Belgia (14)
- Brazilia (5)
- Canada (2)
- Cuba (1)
- Danemarca (12)
- Egipt (8)
- Elveția (10)
- Finlanda (11)
- Franța (21)
- Germania (9)
- Guatemala (3)
- Irlanda (4)
- Italia (18)
- Japonia (1)
- Luxemburg (4)
- Marea Britanie (17)
- Mexic (4)
- Norvegia (5)
- Polonia (13)
- Portugalia (10)
- România (8)
- Saar (5)
- Statele Unite ale Americii (20)
- Suedia (10)
- Ungaria (17)
- Uniunea Sovietică (16)
- Uruguay (2)
- Venezuela (10)
- Vietnam (1)

## Legături externe
- Statistice Arhivat în 29 decembrie 2008, la Wayback Machine. pe Sports Reference